# Manchurisk björk
Betula platyphylla är en björkväxtart som beskrevs av Vladimir Nikolajevich Sukaczev. Betula platyphylla ingår i släktet björkar och familjen björkväxter.
Enligt IUCN är taxonet identisk med Betula pendula szechuanica som i sin tur är en underart till vårtbjörken (Betula pendula).

## Bildgalleri

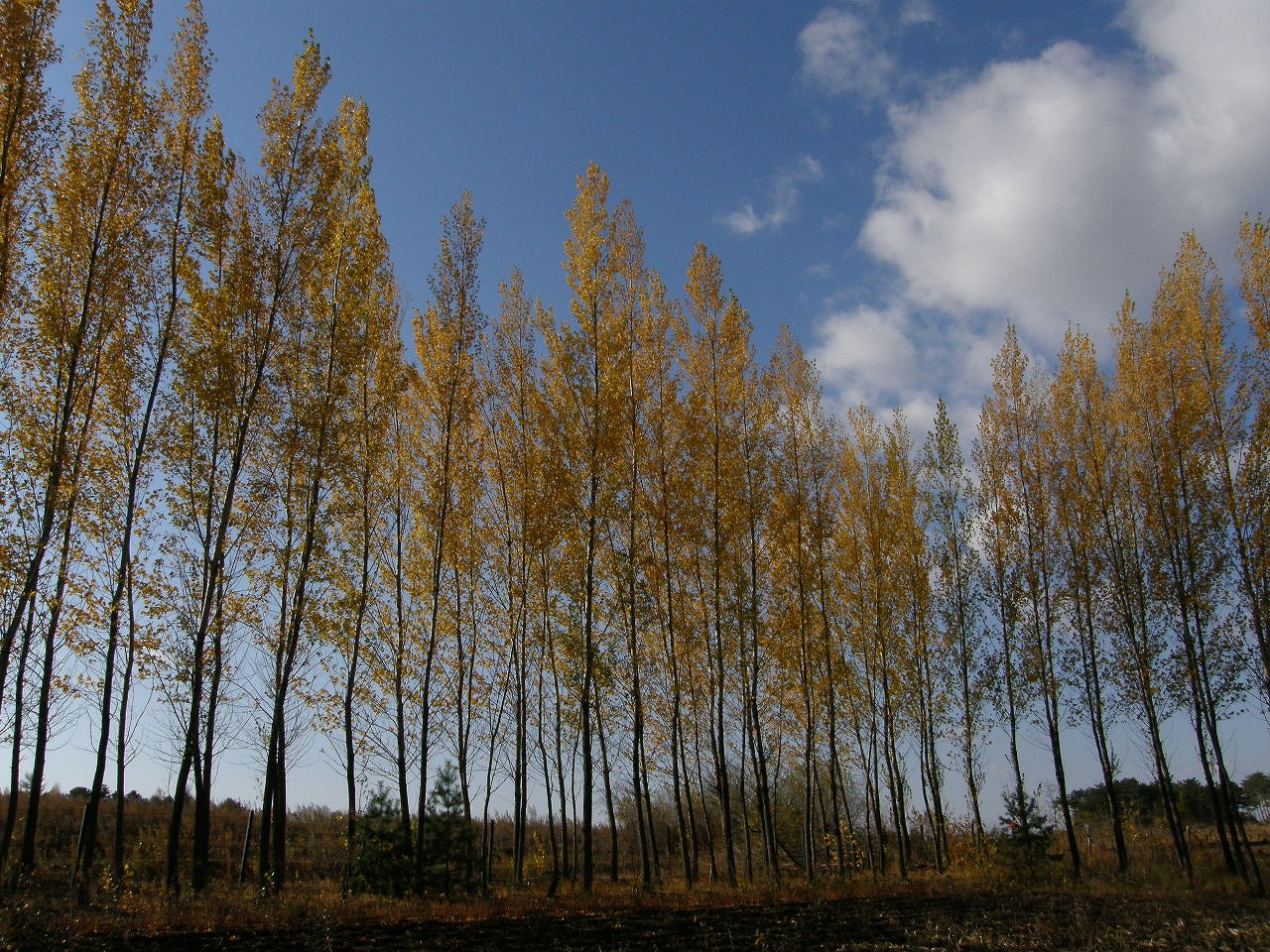
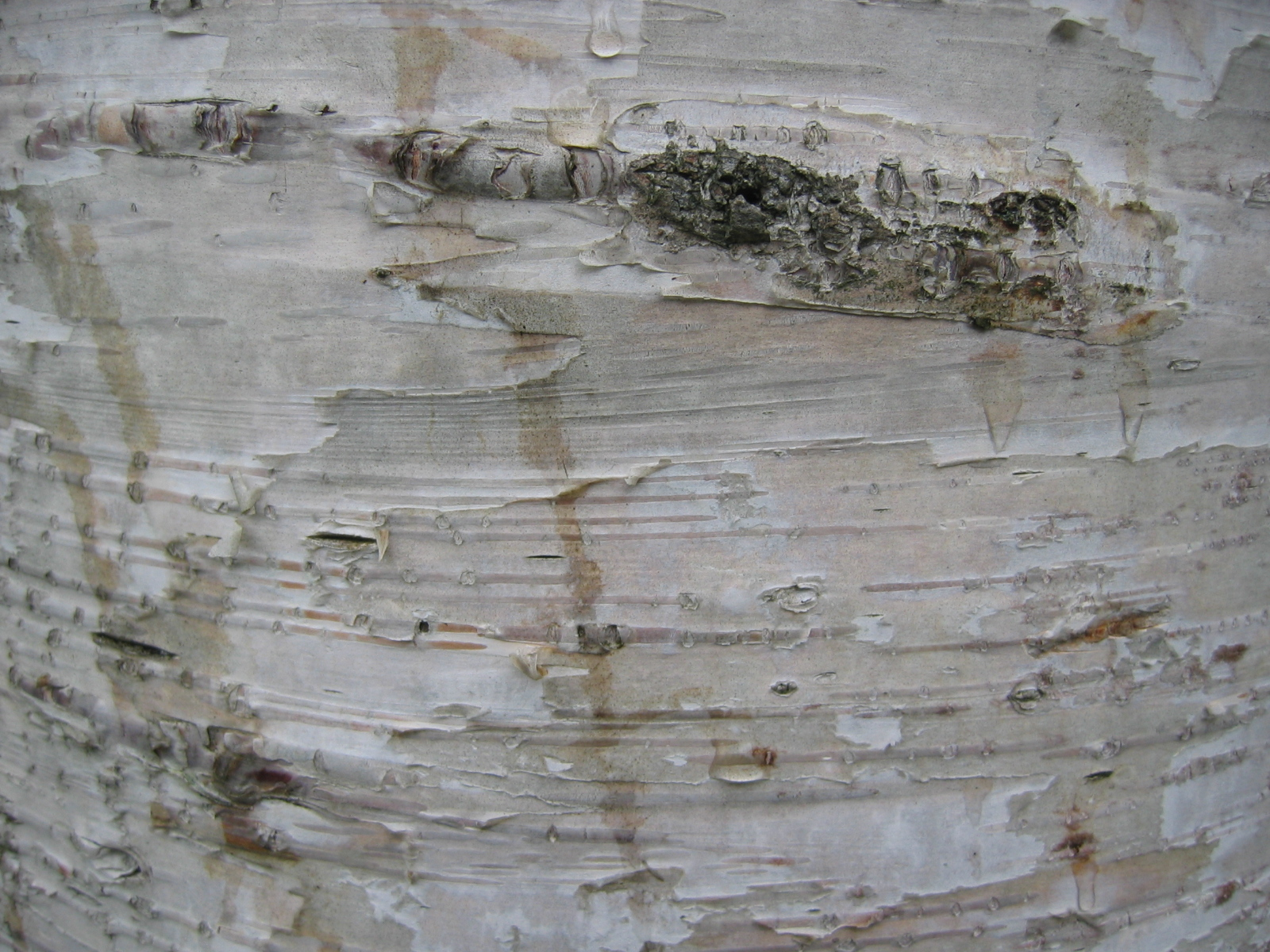